# Ralph Evans (Boxer)
Ralph Evans (* 20. Dezember 1953 in Tonypandy, Wales, Vereinigtes Königreich) ist ein ehemaliger britischer Boxer. Er gewann bei den Olympischen Spielen 1972 in München eine Bronzemedaille im Halbfliegengewicht.

## Boxkarriere
Ralph Evans war 1,59 m groß und trainierte im Waterlooville Amateur Boxing Club. Einer seiner Trainer war Joe Bugner, sein Vater Gwyn Evans war ebenfalls Boxer.
Nachdem er bei den Europameisterschaften 1971 in Madrid im Achtelfinale gegen Franco Udella ausgeschieden war, nahm er noch an den Olympischen Sommerspielen 1972 in München teil. Dort besiegte er Salvador García, Héctor Velásquez und Chanyalew Haile, ehe er im Halbfinale gegen den späteren Goldmedaillengewinner György Gedó unterlag und mit einer Bronzemedaille ausschied.
Er wurde damit der erste walisische Boxer, der eine olympische Medaille gewinnen konnte. Der nächste Waliser, dem dies gelang, war 40 Jahre später Fred Evans, der 2012 in London die Silbermedaille im Weltergewicht erkämpfte.
Ralph Evans beendete seine Karriere noch im Alter von 19 Jahren und betätigte sich danach als Boxtrainer, unter anderem für seinen Bruder Wayne Evans.